# Günter Netzer

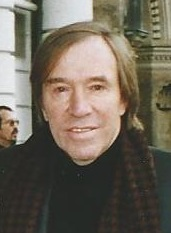
Netzer (2005)

Günter Theodor Netzer (n. 14 septembrie 1944, Mönchengladbach) este un fost fotbalist german. În cariera sa sportivă, Netzer a jucat la clubul local de fotbal Borussia Mönchengladbach, iar ulterior la Real Madrid. Cu echipa națională de fotbal a Germaniei a câștigat Campionatul European de Fotbal în 1972 și Campionatul Mondial de Fotbal în 1974. Ca jucător, el este considerat a fi unul din cei mai buni pasatori din istoria fotbalului. A fost votat drept Fotbalistul Anului în Germania de două ori, în 1972 și 1973.

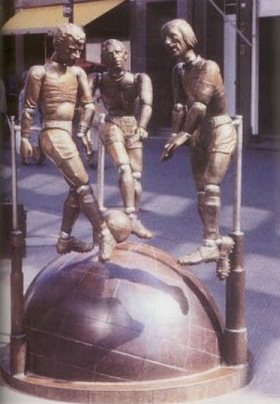
Monument dedicat tripletei legendare a Borussiei — Herbert Wimmer, Berti Vogts și Günter Netzer (de la stânga la dreapta), amplasat într-o zonă pietonală din Mönchengladbach

## Palmares

### Ca jucător

#### Club
Borussia Mönchengladbach
- Bundesliga: 1969–70, 1970–71
- DFB-Pokal: 1972–73
- UEFA Cup

Finalist: 1972–73
Real Madrid
- La Liga: 1974–75, 1975–76
- Copa del Rey: 1973–74, 1974–75

#### Națională
Germania de Vest
- Campionatul European de Fotbal: 1972
- Campionatul Mondial de Fotbal: 1974

#### Individual
- Fotbalistul Anului în Germania: 1972, 1973

### Ca manager general

#### Club
Hamburger SV
- Bundesliga: 1978–79, 1981–82, 1982–83
- Cupa Campionilor Europeni: 1982–83
- Cupa Intercontinentală

Finalist: 1983

## Goluri internaționale
| #  | Data              | Locația              | Oponent  | Scor | Rezultat | Competiție                                           |
| -- | ----------------- | -------------------- | -------- | ---- | -------- | ---------------------------------------------------- |
| 1. | 22 noiembrie 1970 | Atena, Grecia        | Grecia   | 1–0  | 3–1      | Meci amical                                          |
| 2. | 12 iunie 1971     | Karlsruhe, Germania  | Albania  | 1–0  | 2–0      | Preliminariile Campionatului European de Fotbal 1972 |
| 3. | 22 iunie 1971     | Oslo, Norvegia       | Norvegia | 7–0  | 7–1      | Meci amical                                          |
| 4. | 8 septembrie 1971 | Hanover, Germania    | Mexic    | 4–0  | 5–0      | Meci amical                                          |
| 5. | 29 aprilie 1972   | Londra, Anglia       | Anglia   | 2–1  | 3–1      | Preliminariile Campionatului European de Fotbal 1972 |
| 6. | 15 noiembrie 1972 | Düsseldorf, Germania | Elveția  | 4–0  | 5–1      | Meci amical                                          |